# 瓦朗斯区
瓦朗斯区（法語：arrondissement de Valence）是法国德龙省所辖的一个区。总面积1516.3平方公里，总人口296777，人口密度196人/平方公里（2018年）。主要城镇为瓦朗斯。

## 辖区
瓦朗斯区辖有102个市镇。